# Acraea kraka
Acraea kraka är en fjärilsart som beskrevs av Aurivillius 1893. Acraea kraka ingår i släktet Acraea och familjen praktfjärilar. Inga underarter finns listade i Catalogue of Life.